# Contea di Hancock (Kentucky)
La contea di Hancock in inglese Hancock County è una contea dello Stato del Kentucky, negli Stati Uniti. La popolazione al censimento del 2000 era di 8 392 abitanti. Il capoluogo di contea è Hawesville e la città più popolosa è Lewisport.